# بخش کوانگانگ
بخش کوانگانگ (به لاتین: Quangang District) یک منطقهٔ مسکونی در چین است که در کوانژو واقع شده‌است.